# Xingou (köpinghuvudort i Kina, Hubei Sheng, lat 30,13, long 112,95)
Xingou är en köpinghuvudort i Kina. Den ligger i provinsen Hubei, i den centrala delen av landet, omkring 140 kilometer väster om provinshuvudstaden Wuhan. Antalet invånare är 72 679. Befolkningen består av 35 065 kvinnor och 37 614 män. Barn under 15 år utgör 15,0 %, vuxna 15-64 år 74 %, och äldre över 65 år 10,0 %.
Runt Xingou är det ganska tätbefolkat, med 248 invånare per kvadratkilometer. Xingou är det största samhället i trakten. Trakten runt Xingou består till största delen av jordbruksmark.
Genomsnittlig årsnederbörd är 1 462 millimeter. Den regnigaste månaden är maj, med i genomsnitt 197 mm nederbörd, och den torraste är december, med 25 mm nederbörd.